# Rondocan (distrito)
O Distrito peruano de Rondocan é um dos 7 distritos da Província de Acomayo, situada no Departamento de Cusco, pertenecente a Região Cusco, Peru

## Transporte
O distrito de Rondocan é servido pela seguinte rodovia:
- CU-123, que liga o distrito de San Jerónimo à cidade de Acomayo
- CU-122, que liga o distrito de Acos à cidade de Colcha [1][2][3]